# Endre Ady
Endre Ady (Érmindszent, Szatmár megye, 22 de novembro de 1877 — Budapeste, 27 de janeiro de 1919) foi um poeta, contista e jornalista húngaro da viragem do século XIX. Considerado por muitos como o maior poeta húngaro do século XX, inaugurou a era do lirismo moderno na Hungria. Ficou conhecido pelas firmes convicções no progresso e no desenvolvimento social e pela exploração poética de questões fundamentais da experiência europeia moderna como o amor, a temporalidade, a fé, a individualidade e o patriotismo.

## Biografia

### Infância e juventude
Nascido no seio de uma família da pequena nobreza, já depauperada, na pequena aldeia de Érmindszent, hoje em dia conhecida como Endre Ady, em sua homenagem, situando-se presentemente na comuna romena de Căuaș.
Nasceu com polidactilia, contando originalmente com seis dedos em cada mão, de sorte que, por ordem dos pais, a parteira lhe amputou os dedos excedentes, marcando-o com cicatrizes que conservou para o resto da vida.
Até aos nove anos, frequentou a escola calvinista de Érmindszent, por inclinação da mãe, oriunda de uma família conservadora calvinista. No entanto, concluiu o ensino primário numa escola de confissão católica, tendo de seguida ingressado para um liceu igualmente católico, na cidade de Nagykároly.
Por causa da sua incontrolável tendência para o álcool e para os relacionamentos clandestinos com mulheres, os pais viram-se na contingência de o transferir novamente para um ambiente conservador calvinista, de modo que, ainda antes de acabar o ensino secundário, foi recambiado para o liceu calvinista da cidade de Zilah, actualmente chamada Zalău e também integrada em território romeno.
Durante estes anos, Ady transformou-se num alcoólico inveterado, tendo começado, também, a dedicar-se à escrita. Uma vez concluídos os estudos secundários, ainda chegou a principiar os estudos universitários na Faculdade de Direito, mas rapidamente os abandonou, assim que arranjou trabalho como jornalista, na cidade de Debrecen.

### Vida adulta
Manteve a profissão de jornalista, para o resto da sua vida, perambulando entre os mais variegados jornais de província.
Em 1899, com 22 anos, publicou a primeira coletânea de poemas, de nome «Versek» («Versos» em húngaro). Passou os próximos quatro anos, em Nagyvárad (actual Oradea, capital do distrito romeno de Bihor), findo os quais publicou outra coletânea, a qual veio a cativar o interesse dos críticos húngaros.
Nesse mesmo ano de 1903, principiou uma relação adúltera com Adél Brüll, a qual viria a assumir o papel de musa inspiradora de grande parte das suas obras. Viveu com ela em Paris de 1904 a 1914. Uma vez em Paris, conseguiu trabalho como correspondente para alguns jornais de Budapeste, fazendo viagens habituais à Hungria e à Itália. Em Paris, confrontado com o notório atraso da Hungria, no panorama europeu, Ady deu manifesto a esse sentimento não só nos artigos que escrevia para o Diário de Budapeste, para o qual redigiu cerca de meio milhar de artigos, mas também nos seus próprios poemas.
Em 1906, quando publica a colectánea Új Versek (Novos Poemas) inaugura o aparecimento do movimento lírista húngaro moderno. No entanto, é só com a obra Vér és arany («Sangue e ouro»), publicada no ano seguinte, que granjeia a verdadeira aclamação da crítica literária.
Em 1912, Adél rompeu o relacionamento com Endre, na sequência de ter conhecido outra pessoa. A ruptura amorosa destroçou Ady ao ponto de ter consultado Sándor Ferenczi, psiquiatra discípulo de Sigmund Freud, que o internou numa clínica.
Em 1915, já recuperado, Ady enceta uma revoada de relacionamentos e aventuras amorosas, culminando com o matrimónio apressado com uma mulher mais nova, Berta Boncza.

### Activismo político e fim de vida
No decurso da Primeira Guerra Mundial, Endre Ady perfilou-se como uma voz incondicional da luta contra o radicalismo. Devido ao seu activismo político afanoso, acabou por sofrer uma apoplexia, que o deixou permanentemente afetado na sua capacidade de falar. Preservando as suas faculdades de escritor, passou a servir-se da escrita para promover os seus ideários pacifistas.
Profundamente debilitado de saúde, mercê do alcoolismo inveterado, Endre Ady faleceu de pneumonia a 27 de Janeiro de 1919, já em Budapeste.

## Obra e trabalhos
Endre Ady foi um poeta prolígero, tendo produzido mais de mil de poemas, compilados na totalidade em 1930, sob o título «Összes Versei». A sua obra caracteriza-se pela celebração do amor sensual (inspirado por Adél, amiúde alcunhada nas suas obras pelo anagrama Leda), a reflexão sobre a arte poética, a paisagem das charnecas húngaras; a procura de Deus; a luta pela existência; a morte, poemas de teor revolucionário; discursos políticos anti-radicalistas e a imagética apocalíptica.
Deixou também alguns contos e um número considerável de artigos.
- Versek ("Versos", 1899)
- Még egyszer ("Once Again", 1903)
- Új Versek (Novos Poemas, 1906) [1][10]
- Vér és arany (Sangue e Ouro, 1907)[10]
- Az Illés szekéren (No Carro de Elias, 1908)[10]
- Szeretném, ha szeretnének (Gostaria Que Me Amassem, 1909)[10]
- A minden-titkot versei (Poemas de Todos os Mistérios, 1910)[10]
- A menekülő Élet (A Vida Fugaz, 1912)[10]
- Margita élni akar ("Margita Wants to Live", 1912)
- A magunk szerelem (O Nosso Próprio Amor, 1913)[10]
- Ki látott engem? (Quem Me Viu?, 1914)[10]
- A halottak élén (À Cabeça dos Mortos, 1918)[10]
- Az utolsó hajók (Os Últimos Navios, 1923).[10]
- Összes Versei («Todos os poemas», 1930)[6]